# Naoji Kimura
Naoji Kimura (jap. 木村 直司, Kimura Naoji; * 11. September 1934 in Sapporo, Japan) ist Germanist und einer der renommiertesten Goetheforscher weltweit.

## Leben
Sein Studium der Germanistik begann Naoji Kimura im Jahr 1955 in Japan und schloss es 1963 in München ab. Danach promovierte er zum Dr. phil und arbeitete ab April 1963 als Dozent an der Sophia-Universität in Tokyo. Im Jahre 1975 übernahm er dort eine ordentliche Professur der Germanistik. In der Folgezeit engagierte er sich sehr stark für den Themenbereich der Germanistik und das Leben und Werk Goethes im Besonderen. Bis 2006 war er als Dozent für japanische Sprache und Kultur sowie für Germanistik an der Universität Regensburg tätig.
Er ist u. a. auch Mitherausgeber des Jahrbuchs für Internationale Germanistik, Vizepräsident der Goethe-Gesellschaft in Japan und Kuratoriumsmitglied des Deutsch-ostasiatischen Wissenschaftsforums in Baden-Württemberg.
Aufgrund seiner herausragenden Bemühungen um die deutsche Sprache ist er mit einer Vielzahl an Preisen ausgezeichnet worden: Goethe-Preis der Goethe-Gesellschaft in Japan (1977), Verdienstkreuz I. Klasse der Bundesrepublik Deutschland (1992), Goethe-Medaille des Goethe-Instituts in München (1996) und Goldene Goethe-Medaille der Goethe-Gesellschaft in Weimar (2003).

## Arbeits- und Forschungsschwerpunkte
Naoji Kimura setzte sich bereits bei seiner Dissertation im Jahre 1965 mit Johann Wolfgang von Goethe auseinander. Zeit seines Lebens hat ihn diese Faszination nicht mehr losgelassen, so dass er als einer der bedeutendsten Goethe-Kenner weltweit zu bezeichnen ist. In zahlreichen Veröffentlichungen bringt er Johann Wolfgang von Goethe dem Leser näher. Dazu zählen nicht nur wissenschaftliche Beiträge, sondern auch einige Übersetzungen ins Japanisch wie beispielsweise die Farbenlehre, die dort als die Standardübersetzung angesehen wird.
Neben seiner Tätigkeit als Germanist setzt er sich auch mit anderen kulturwissenschaftlichen Fragen auseinander, insbesondere mit der Vermittlung zwischen der deutschen/europäischen und japanisch/ostasiatischen Kultur. In diesem Rahmen engagiert er sich besonders im Sprachunterricht (Deutsch für Japaner und Japanisch für Deutsche) und Seminaren, die die jeweils andere Kultur zum Thema haben.
| Personendaten    | Personendaten                             |
| ---------------- | ----------------------------------------- |
| NAME             | Kimura, Naoji                             |
| ALTERNATIVNAMEN  | 木村直司 (japanisch)                      |
| KURZBESCHREIBUNG | japanischer Germanist und Goethe-Forscher |
| GEBURTSDATUM     | 11. September 1934                        |
| GEBURTSORT       | Sapporo, Japan                            |